# Беджели
Беджели (на гръцки: Δρυμούσα, Дримуса, до 1926 година Μπετζελή, Бедзели или Байракли, Μπαϊρακλή) е бивше село в Гърция, разположено на територията на дем Места (Нестос), административна област Източна Македония и Тракия.

## География
Беджели е било разположено югоизточно от Саръшабан (Хрисуполи), на десния бряг на Места (Нестос).

## История

### В Османската империя
В XIX век Беджели е село в Саръшабанска каза на Османската империя. На австро-унгарската военна карта е отбелязано като Бекчили (Bekčili). Съгласно статистиката на Васил Кънчов („Македония. Етнография и статистика“) към 1900 година Бекчели е турско селище и в него живеят 400 турци.

### В Гърция
В 1913 година селото попада в Гърция след Междусъюзническата война. Тъй като преброяването от 1913 година показва 331 жители, от които 279 мъже и само 52 жени – очевидно селото е било чифлик.
През 20-те години турското му население се изселва по споразумението за обмен на население между Гърция и Турция след Лозанския мир и на негово място са заселени гърци бежанци, които в 1928 година са 79 семейства с 341 души.
Селото е разрушено заедно със съседното Каливия от голямото наводнение на Места в 1939 година.
| Година    | 1913 | 1920 | 1928 | 1940 | 1951 | 1961 | 1971 | 1981 | 1991 | 2001 | 2011 | 2021 |
| --------- | ---- | ---- | ---- | ---- | ---- | ---- | ---- | ---- | ---- | ---- | ---- | ---- |
| Население | 331  | 490  | 481  |      |      |      |      |      |      |      |      |      |